# Kaijudo
Kaijudo è una serie d'animazione statunitense del 2012 prodotta da Allspark e trasmessa su Discovery Family.